# WASP-6b
WASP-6bはみずがめ座の方角に約1000光年の位置にあるWASP-6の周囲を公転している太陽系外惑星である。地球と太陽の間の距離のわずか4%の軌道を公転している。質量は木星の半分程度であるが、日射量により熱膨張し、半径は木星よりも大きくなっている。

## 名称
2019年、世界中の全ての国または地域に1つの系外惑星系を命名する機会を提供する「IAU100 Name ExoWorldsプロジェクト」において、WASP-6bはドミニカ共和国に割り当てられる系外惑星となった。このプロジェクトは、「国際天文学連合100周年事業」の一環として計画されたイベントの1つで、ドミニカ共和国内での選考、国際天文学連合 (IAU) への提案を経て太陽系外惑星とその主星に固有名が承認されるものであった。2019年12月17日、IAUから最終結果が公表され、主星WASP-6はMárohu、惑星WASP-6bはBoinayelと命名された。いずれもカリブ海周辺の島々に居住しているタイノ族に伝わる神話に登場する神の名前にちなむもので、Márohuは太陽の守護神でもある干ばつの神、そしてBoinayelは土を肥やす雨の神の名前にちなんでいる。

## 衛星の可能性
エクソ・イオであるWASP-6b Iが存在する可能性が示されている。